# Вавельно
Вавельно (пол. Wawelno, нім. Bowallno) — село в Польщі, у гміні Компрахциці Опольського повіту Опольського воєводства.
Населення — 1148 осіб (2011).

## Демографія
Демографічна структура станом на 31 березня 2011 року:
|          | Загалом | Допрацездатний вік | Працездатний вік | Постпрацездатний вік |
| -------- | ------- | ------------------ | ---------------- | -------------------- |
| Чоловіки | 526     | 86                 | 380              | 60                   |
| Жінки    | 622     | 97                 | 401              | 124                  |
| Разом    | 1148    | 183                | 781              | 184                  |